# Rehova (Kolonja)
Rehova falu Albánia délkeleti részén, Korça városától légvonalban 32, közúton 46 kilométerre dél–délnyugati irányban, Erseka városa és az albán–görög határ között. Bronzkori halomsírjáról és műemléki védelem alatt álló templomairól nevezetes.

## Története
A mai falu környékének felszíni rézércdepozitját a közeli Maliq és Kamnik kőrézkori fémművesei is fejtették és felhasználták. Az 1980-as évek második felében tárták fel a rehovai halomsírt, amelyet a sírmellékletekből előkerült arany ruhadíszek tipológiája alapján a bronzkor kései szakaszára, az i. e. 1400–1200 közötti időszakra kelteztek. A sírok fölé emelt mesterséges domb más albániai bronzkori példákhoz hasonlóan agyagedény-töredékekkel kevert föld volt. Az i. sz. 7–9. századból a komani kultúrához tartozó arber népesség tárgyi kultúráját idéző sírok és leletek kerültek elő a falu határából.

## Nevezetességei
A halomsírt az ásatásokat követően visszatakarták, nem látogatható. A faluban áll azonban két műemléki védelem alatt álló ortodox templom: a Szent Miklós-templom (Kisha e Shën Kollit) és az értékes ikonosztázzal rendelkező Szent György-templom (Kisha e Shën Gjergjit). 2017 óta a település hagyományos népi építészeti értékei, a falukép egésze szintén műemléki védelmet élvez.
Rehova szülötte Peter Prifti (1924–2010) amerikai albán történész, nyelvész, műfordító.